# Municipio de Millward
El municipio de Millward (en inglés: Millward Township) es un municipio ubicado en el condado de Aitkin en el estado estadounidense de Minnesota. En el año 2010 tenía una población de 72 habitantes y una densidad poblacional de 0,39 personas por km².

## Geografía
El municipio de Millward se encuentra ubicado en las coordenadas 46°18′42″N 93°4′59″O / 46.31167, -93.08306. Según la Oficina del Censo de los Estados Unidos, el municipio tiene una superficie total de 184.96 km², de la cual 184,83 km² corresponden a tierra firme y (0,07 %) 0,13 km² es agua.

## Demografía
Según el censo de 2010, había 72 personas residiendo en el municipio de Millward. La densidad de población era de 0,39 hab./km². De los 72 habitantes, el municipio de Millward estaba compuesto por el 80,56 % blancos, el 13,89 % eran amerindios, el 1,39 % eran asiáticos, el 1,39 % eran de otras razas y el 2,78 % eran de una mezcla de razas. Del total de la población el 4,17 % eran hispanos o latinos de cualquier raza.